# Vladimír Votýpka
Vladimír Votýpka (23. srpna 1932 Praha – 13. prosince 2024 tamtéž) byl český spisovatel, žurnalista a fotograf.

## Život
Vladimír Votýpka se narodil roku 1932 v Praze a s žurnalistikou přišel do styku během gymnaziálních let, kdy spolupracoval se sportovní redakcí deníku Svobodné slovo. Po maturitě studoval krátkou dobu na evangelické bohoslovecké fakultě a to v tehdejších politických poměrech stačilo jako důvod, aby nesměl vykonávat povolání redaktora. Nastoupil proto do zaměstnání v pražském projektovém ateliéru, pravidelně psal pro měsíční periodika Orbisu Im Herzen Europas, Wir und Sie a La vie Tchécoslovaque, určené pro zahraničí, spolupracoval s Propagační tvorbou a přispíval do obrazových týdeníků. O něco později se jeho články a povídky začaly objevovat i v časopisech pro děti a mládež. V normalizační době po Pražském jaru přijal místo redaktora a současně fotografa závodního časopisu československého tranzitního plynárenského podniku Transgas, kde mohl pracovat v relativně nezávislém prostředí. V té době už shromažďoval materiál pro svou knihu o české aristokracii, která vyšla až po pětadvaceti letech pod názvem Příběhy české šlechty (1995). Její pokračování Návraty české šlechty následovalo o pět let později a po dalších pěti letech vyšly Paradoxy české šlechty, závěrečná část triptychu. Osudům některých šlechticů se věnoval i v dalších třech knihách (2010–2017), v roce 2021 však vydal knihu o běžných lidech, kteří čelili nespravedlnostem, ale nezahořkli.

## Literární tvorba
- VOTÝPKA, Vladimír: Příběhy tiché odvahy. Povídky o nespravedlnosti. Paseka 2021, 240 s., ISBN 978-80-7637-257-3
- VOTÝPKA, Vladimír: Sedm životů. Život Františka Podstatzkého-Lichtensteina, Paseka 2017, 304 s.,  ISBN 978-80-7432-847-3
- VOTÝPKA, Vladimír: Paradoxy české šlechty, Praha – Litomyšl, Paseka 2015, 376 s., 2. vyd., ISBN 978-80-7432-351-5
- VOTÝPKA, Vladimír: Křižovatky české aristokracie, Praha – Litomyšl, Paseka 2014, 280 s., ISBN 978-80-7432-441-3
- VOTÝPKA, Vladimír: Aristokrat. Život Zdeňka Sternberga, Praha – Litomyšl, Paseka 2010, 308 s., ISBN 978-80-7432-051-4
- VOTÝPKA, Vladimír: Návraty české šlechty, Praha – Litomyšl, Paseka 2002, 432 s., 2. vyd., ISBN 80-7185-506-5
- VOTÝPKA, Vladimír: Příběhy české šlechty, Praha, Mladá fronta 1995, 432 s., ISBN 80-204-0529-1 (v květnu 2007 vyšlo též v německém překladu v nakladatelství Böhlau)